# (46643) Yanase
(46643) Yanase (1995 KM) – planetoida z grupy pasa głównego asteroid okrążająca Słońce w ciągu 5,14 lat w średniej odległości 2,98 au. Odkryta 23 maja 1995 roku.